# Cliff Allison
Henry Clifford „Cliff“ Allison (* 8. Februar 1932 in Brough, Westmorland; † 7. April 2005 in Brough, (jetzt) Cumbria) war ein britischer Automobilrennfahrer.

## Leben
Allison gehörte zu dem beachtlichen Reservoir von britischen Garagenbesitzern, die aus Begeisterung am Motorsport als mehr oder minder reine Amateure in den Formel-1-Rennen der 1950er-Jahre in der Regel die Starterfelder ihres Heimgrandprix „auffüllten“. Während die meisten wenig Fortune dabei hatten, konnte der Mann aus Northumberland zumindest einige Male seine Klasse beweisen und verlor auch seinen inoffiziellen „Amateurstatus“.
Nachdem er von 1952 bis 1955 in der Formel 3 auf einem Cooper-JAP mit zwei Siegen bei den Rennen in Cadwell Park und Bo’ness im Juni 1954 und weiteren guten Platzierungen relativ erfolgreich gefahren war, versuchte er sich in den folgenden zwei Jahren bei Sportwagenrennen für Colin Chapmans Lotus-Eleven-Projekt. Dabei gewann er 1957 die Klassenwertung in Le Mans und wechselte 1957 in die Formel 2, wo er als erster den Lotus 12 pilotierte, um 1958 sein Debüt in der Formel 1 zu geben.

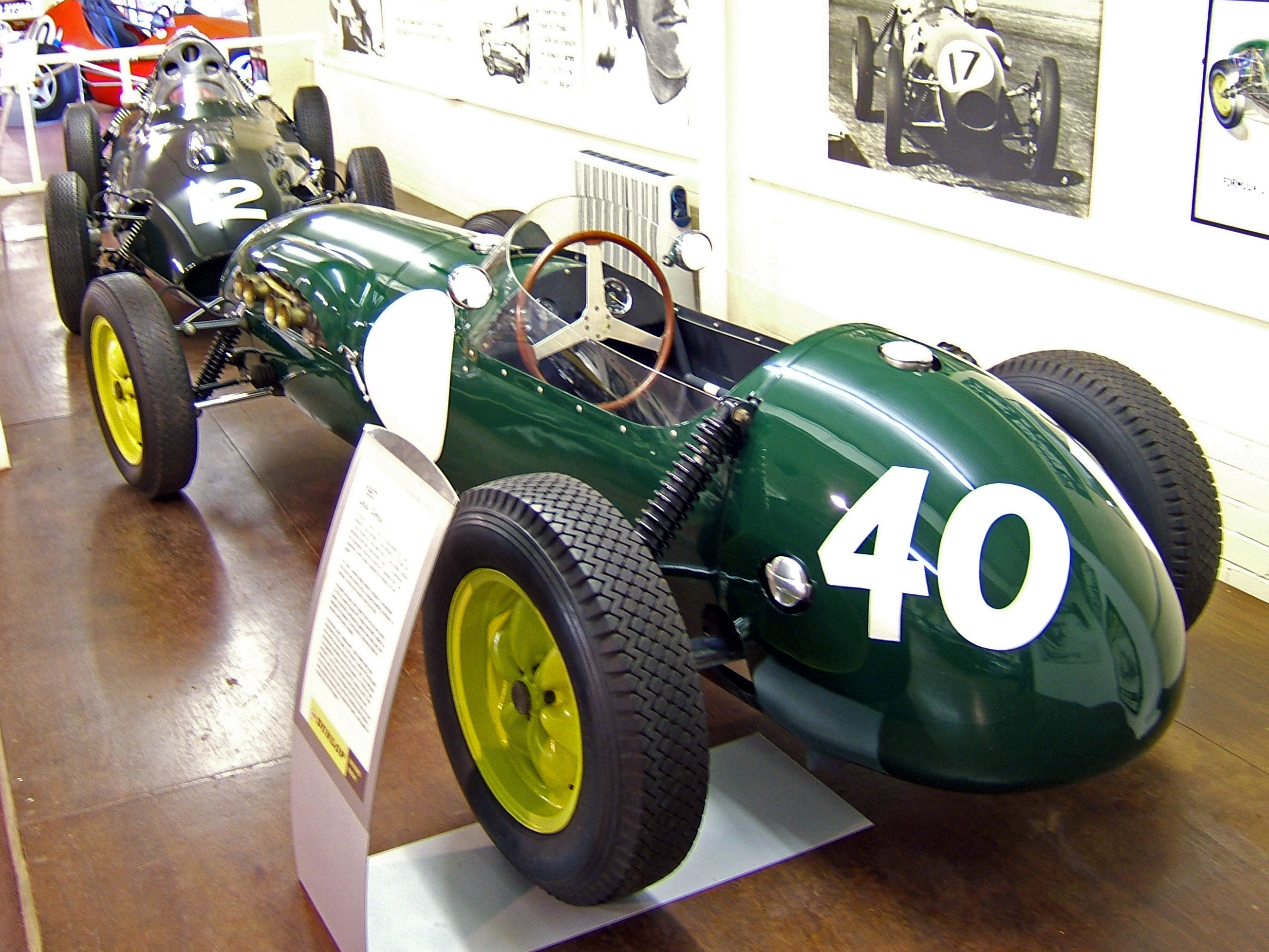
Lotus 12

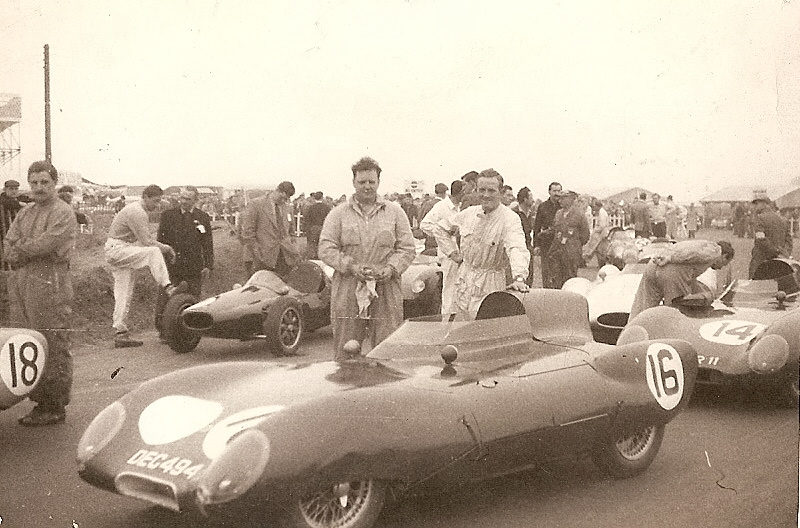
Cliff Allison rechts am Lotus Eleven mit der Nummer 16; links im Bild Graham Hill; Aufnahme aus dem Jahre 1957

Während der Formel-1-Saison 1958 kam es beim Großen Preis von Belgien zu einer jener Situationen, die von dem typischen „wenn“, „wäre“ und „hätte“ der verloren gegangenen Chancen bestimmt war. Getreu dem Colin Chapman zugeschriebenen Zitat, dass „der perfekte Formel-1-Monoposto siegreich nach Überqueren der Ziellinie kollabiert“, ereilte alle vor Allison platzierten Fahrzeuge ein Defekt – allerdings erst nach dem Erreichen der Wertung.
Das Getriebe am Vanwall des Siegers Tony Brooks versagte endgültig nach dem Ziel, der Frontmotor des zweitplatzierten Mike Hawthorn explodierte, als die schwarz-weiß-karierte Flagge für ihn geschwenkt wurde, und schließlich brach bei Stuart Lewis-Evans’ Vanwall kurz vor dem Ziel die Spurstange, was ihn jedoch nicht daran hinderte, über die Ziellinie zu rollen. Somit war es für Allison nur der vierte Rang mit seinem Lotus geworden und nicht der erhoffte Sieg. Eine Runde mehr und es hätte mehr sein können. Ob Chapman als Konstrukteur des Lotus daraufhin das oben bereits erwähnte Bonmot als Reaktion auf diesen Zieleinlauf prägte, ist ungeklärt, wäre aber durchaus nachvollziehbar.
Der Rennstall Ferrari sah jedoch sein Talent, da Allison jeweils bei zwei Rennen als Sechster nur knapp außerhalb der Punkteränge gefahren war und ihm sonst Motorschäden ein besseres Ergebnis unmöglich gemacht hatten, und vertraute ihm auf persönliche Empfehlung Mike Hawthorns für die folgende Saison, in der er allerdings über kein vollkommen siegfähiges Material gegenüber den mittelmotorgetriebenen Cooper verfügte, einen Wagen an. Zwar hatte der Ferrari 256 zirka 60 PS mehr als die wendigen Konkurrenzmodelle, er musste aber auch ein Mehrgewicht von 100 kg bewegen. So war der fünfte Platz beim Großen Preis von Italien in Monza sein bestes Ergebnis. Lediglich Tony Brooks fuhr in jenem Jahr einen GP-Erfolg für Ferrari ein.
Während der Formel-1-Saison 1960 war man jedoch wieder vollkommen konkurrenzfähig, so dass Allison beim Großen Preis von Argentinien erstmals als Zweiter auf dem Siegerpodest feiern konnte. Zwei Wochen zuvor hatte er schon mit Phil Hill das 1000-km-Rennen auf dem Nürburgring gewonnen. Doch beim Großen Preis von Monaco verunglückte er bereits im Training in der Hafenschikane schwer. Als er im Hospital aus dem Koma aufwachte, versuchte er zu seiner eigenen Überraschung französisch zu sprechen, was – so Allison – unmöglich war, da er diese Sprache nie beherrscht hatte.
Einen Großteil des nächsten Jahres benötigte er, um seine schweren Gesichts-, Kopf- und Armverletzungen auszukurieren. Nach einem hoffnungsvollen zweiten Platz bei der BRDC International Trophy 1961 versuchte er sich am Steuer eines Kunden-Lotus des UDT-Laystall-Teams wieder in der Formel 1. Nach einem achten Rang in Monaco startete er in Spa-Francorchamps. Bei einem schweren Unfall brach er sich beide Beine und beschloss daraufhin seinen Rückzug vom Rennsport, da er erkannt hatte, dass er bei dem folgenschweren Unfall in Monte Carlo einige seiner Fähigkeiten eingebüßt hatte.
Bis zu seiner Pension führte er die Familiengeschäfte weiter und fuhr gelegentlich im Alter sogar den lokalen Schulbus. Als er während der 1990er Jahre gelegentlich wieder einige Grand Prix besuchte, stellte er zu seiner Überraschung fest, dass man ihn entgegen seinen Erwartungen nicht vergessen hatte. 1992 verkündete er in Monaco, dass er zum Zeitpunkt seines Unfalls mit Sicherheit ebenso schnell, wenn nicht gar schneller als seine damaligen Teamkollegen gewesen sei. Bei seiner Teilnahme an der Gleichmäßigkeitsprüfung der heutigen Mille Miglia auf einem Lotus an der Seite Malcolm Ricketts wählte ihn Luca di Montezemolo persönlich aus, um über die alten Zeiten zu philosophieren.

## Statistik

### Statistik in der Automobil-Weltmeisterschaft

#### Gesamtübersicht
| Saison | Team                     | Chassis            | Motor           | Rennen | Siege | Zweiter | Dritter | Poles | schn. Rennrunden | Punkte | WM-Pos. |
| ------ | ------------------------ | ------------------ | --------------- | ------ | ----- | ------- | ------- | ----- | ---------------- | ------ | ------- |
| 1958   | Team Lotus               | Lotus 12           | Climax 2.0 L4   | 7      | −     | −       | −       | −     | −                | 3      | 18.     |
| 1958   | Team Lotus               | Lotus 16           | Climax 2.2 L4   | 1      | −     | −       | −       | −     | −                | 3      | 18.     |
| 1958   | Scuderia Centro Sud      | Maserati 250F      | Maserati 2.5 L6 | 1      | −     | −       | −       | −     | −                | 3      | 18.     |
| 1959   | Scuderia Ferrari         | Ferrari Dino 156F2 | Ferrari 1.5 V6  | 1      | −     | −       | −       | −     | −                | 2      | 17.     |
| 1959   | Scuderia Ferrari         | Ferrari Dino 246F1 | Ferrari 2.4 V6  | 4      | −     | −       | −       | −     | −                | 2      | 17.     |
| 1960   | Scuderia Ferrari         | Ferrari Dino 246F1 | Ferrari 2.4 V6  | 1      | −     | 1       | −       | −     | −                | 6      | 12.     |
| 1961   | UDT Laystall Racing Team | Lotus 18           | Climax 1.5 L4   | 1      | −     | −       | −       | −     | −                | −      | NC      |
| Gesamt | Gesamt                   | Gesamt             | Gesamt          | 16     | −     | 1       | −       | −     | −                | 11     |         |

#### Einzelergebnisse
| Saison | 1   | 2   | 3 | 4 | 5   | 6   | 7  | 8   | 9 | 10 | 11 |
| ------ | --- | --- | - | - | --- | --- | -- | --- | - | -- | -- |
| 1958   |     |     |   |   |     |     |    |     |   |    |    |
|        | 6   | 6   |   | 4 | DNF | DNF | 10 | DNF | 7 | 10 |    |
| 1959   |     |     |   |   |     |     |    |     |   |    |    |
| DNF    |     | 9   |   |   | DNF |     | 5  | DNF |   |    |    |
| 1960   |     |     |   |   |     |     |    |     |   |    |    |
| 2      | DNQ |     |   |   |     |     |    |     |   |    |    |
| 1961   |     |     |   |   |     |     |    |     |   |    |    |
| 8      |     | DNS |   |   |     |     |    |     |   |    |    |

| Legende  | Legende            | Legende                                                          |
| Farbe    | Abkürzung          | Bedeutung                                                        |
| -------- | ------------------ | ---------------------------------------------------------------- |
| Gold     | –                  | Sieg                                                             |
| Silber   | –                  | 2. Platz                                                         |
| Bronze   | –                  | 3. Platz                                                         |
| Grün     | –                  | Platzierung in den Punkten                                       |
| Blau     | –                  | Klassifiziert außerhalb der Punkteränge                          |
| Violett  | DNF                | Rennen nicht beendet (did not finish)                            |
| Violett  | NC                 | nicht klassifiziert (not classified)                             |
| Rot      | DNQ                | nicht qualifiziert (did not qualify)                             |
| Rot      | DNPQ               | in Vorqualifikation gescheitert (did not pre-qualify)            |
| Schwarz  | DSQ                | disqualifiziert (disqualified)                                   |
| Weiß     | DNS                | nicht am Start (did not start)                                   |
| Weiß     | WD                 | zurückgezogen (withdrawn)                                        |
| Hellblau | PO                 | nur am Training teilgenommen (practiced only)                    |
| Hellblau | TD                 | Freitags-Testfahrer (test driver)                                |
| ohne     | DNP                | nicht am Training teilgenommen (did not practice)                |
| ohne     | INJ                | verletzt oder krank (injured)                                    |
| ohne     | EX                 | ausgeschlossen (excluded)                                        |
| ohne     | DNA                | nicht erschienen (did not arrive)                                |
| ohne     | C                  | Rennen abgesagt (cancelled)                                      |
| ohne     | keine WM-Teilnahme |                                                                  |
| sonstige | P/fett             | Pole-Position                                                    |
| sonstige | 1/2/3/4/5/6/7/8    | Punktplatzierung im Sprint-/Qualifikationsrennen                 |
| sonstige | SR/kursiv          | Schnellste Rennrunde                                             |
| sonstige | *                  | nicht im Ziel, aufgrund der zurückgelegten Distanz aber gewertet |
| sonstige | ()                 | Streichresultate                                                 |
| sonstige | unterstrichen      | Führender in der Gesamtwertung                                   |

### Le-Mans-Ergebnisse
| Jahr | Team                     | Fahrzeug         | Teamkollege             | Platzierung             | Ausfallgrund    |
| ---- | ------------------------ | ---------------- | ----------------------- | ----------------------- | --------------- |
| 1956 | Lotus Engineering Ltd.   | Lotus Eleven     | Keith Hall              | Ausfall                 | Unfall          |
| 1957 | Lotus Engineering Ltd.   | Lotus Eleven     | Keith Hall              | Rang 14 und Klassensieg |                 |
| 1958 | Lotus Engineering Ltd.   | Lotus MK15       | Graham Hill             | Ausfall                 | Motorschaden    |
| 1959 | Scuderia Ferrari         | Ferrari 250TR 59 | Hernando da Silva Ramos | Ausfall                 | Getriebeschaden |
| 1961 | UDT Laystall Racing Team | Lotus Elite      | Mike McKee              | Ausfall                 | Motorschaden    |

### Sebring-Ergebnisse
| Jahr | Team             | Fahrzeug        | Teamkollege   | Platzierung | Ausfallgrund |
| ---- | ---------------- | --------------- | ------------- | ----------- | ------------ |
| 1958 | Team Lotus       | Lotus Eleven    | Colin Chapman | Rang 6      |              |
| 1959 | Scuderia Ferrari | Ferrari 250TR59 | Jean Behra    | Rang 2      |              |

### Einzelergebnisse in der Sportwagen-Weltmeisterschaft
| Saison | Team                     | Rennwagen             | 1   | 2   | 3   | 4   | 5   | 6   | 7   |
| ------ | ------------------------ | --------------------- | --- | --- | --- | --- | --- | --- | --- |
| 1955   | Lotus                    | Lotus Mk9             | BUA | SEB | MIM | LEM | RTT | TAR |     |
| 1955   | Lotus                    | Lotus Mk9             |     | 11  |     |     |     |     |     |
| 1957   | Lotus                    | Lotus Eleven          | BUA | SEB | MIM | NÜR | LEM | KRI | CAR |
| 1957   | Lotus                    | Lotus Eleven          |     |     |     |     | 14  | 18  |     |
| 1958   | Lotus                    | Lotus Eleven Lotus 15 | BUA | SEB | TAR | NÜR | LEM | RTT |     |
| 1958   | Lotus                    | Lotus Eleven Lotus 15 |     | 6   |     |     | DNF | DNF |     |
| 1959   | Scuderia Ferrari         | Ferrari 250TR         | SEB | TAR | NÜR | LEM | RTT |     |     |
| 1959   | Scuderia Ferrari         | Ferrari 250TR         | 2   | DNF | 5   | DNF | 3   |     |     |
| 1960   | Scuderia Ferrari         | Ferrari 250TR         | BUA | SEB | TAR | NÜR | LEM |     |     |
| 1960   | Scuderia Ferrari         | Ferrari 250TR         | 1   |     | DNF | 3   |     |     |     |
| 1961   | UDT Laystall Racing Team | Lotus Elite           | SEB | TAR | NÜR | LEM | PES |     |     |
| 1961   | UDT Laystall Racing Team | Lotus Elite           | DNF |     |     |     |     |     |     |